# クラレプラスチックス
クラレプラスチックス株式会社は、大阪府大阪市北区に本社を置く日本の企業。株式会社クラレの関連企業。

## 沿革
- 1905年（明治38年）阿部金次郎の個人経営として、角一護謨製造所が発足。
- 1906年（明治39年）大阪市西成郡鷺洲町（現在の大阪市福島区）でゴム製品の製造を開始。
- 1910年（明治43年）自転車タイヤの生産・販売開始。
- 1934年（昭和9年）角一ゴム株式会社に改組。
- 1943年（昭和18年）倉敷絹織株式会社［現株式会社クラレ］が経営に参加。
- 1950年（昭和25年）ポリ塩化ビニル製シート生産開始。
- 1956年（昭和31年）日本初のブチルゴム製タイヤチューブ「角一ブチルチューブ」生産・販売開始。
- 1965年（昭和40年）クラレプラスチックス株式会社に社名変更。
- 1966年（昭和41年）工場を大阪市福島区から岐阜県不破郡垂井町に移設、伊吹工場竣工。ターポリン「クラスター®」製品 生産・販売開始。
- 1968年（昭和43年）ループホース生産・販売開始。
- 1986年（昭和61年）CV（連続 加硫）ゴム製品生産・販売開始。
- 1988年（昭和63年）岐阜県不破郡垂井町に株式会社伊吹興産（子会社）を設立。
- 1997年（平成9年）排水性舗 装道路用導水管「クラドレン®」（金属性）生産・販売開始。
- 1998年（平成10年）株式会社クラレより「セプトン®」コンパウンド事業移管
- 2000年（平成12年）樹脂製導水管「クラドレン®P」生産･販売開始。
- 2001年（平成13年）ISO9001認証取得。
- 2003年（平成15年）ISO9001/ISO14001認証取得 、ISO14001認証取得。
- 2011年（平成23年）株式会社クラレより重布「帆布・テント」事業移管。「スクリーン」海外生産開始。
- 2012年（平成24年）コンパウンドブランドを「セプトン®」、コンパウンドから「アーネストン®」へ変更。
- 2013年（平成25年）くるみんマークを取得。
- 2015年（平成27年）子会社の株式会社伊吹興産を吸収合併。

## 製品
- ホース
- 導水管
- ゴム製品
- ターポリン
- テント
- 帆布
- コンパウンド

## 事業所
- 本社（大阪府大阪市北区）
- 東京事業所（東京都千代田区）
- 名古屋営業所（愛知県名古屋市東区）
- 福岡営業所（福岡県福岡市博多区）
- 伊吹工場（岐阜県不破郡垂井町）